# Silnice II/238
Silnice II/238 je silnice II. třídy, která vede z Kamenných Žehrovic do Kladna. Je dlouhá 6,2 km. Prochází jedním krajem a jedním okresem.

## Vedení silnice

### Středočeský kraj, okres Kladno
- Kamenné Žehrovice (křiž. II/606, III/2381)
  - železniční přejezd přes železniční trať Praha – Rakovník
- Rozdělov (křiž. III/23631, III/2384)
  - Rozdělovský most přes železniční trať Kralupy nad Vltavou – Kladno
- Kladno (křiž. II/118)